# Edwy Searles Brooks
Edwy Searles Brooks, född 11 november 1889 i Hackney, London, England, död 2 december 1965, var en engelsk deckarförfattare som också skrev under pseudonymerna Berkeley Gray, Victor Gunn, Rex Madison och Carlton Ross.
Under pseudonymen Berkeley Gray skrevs romaner om Norman Conquest, som i svensk utgivning kallades Norman Seger. Som Victor Gunn skrevs böcker om Ironsides Cromwell med inspektör William Cromwell som huvudperson. I svensk översättning kallades serien Ironsides vid Scotland Yard.

### Romaner om Norman Conquest / Norman Seger (under pseudonym Berkeley Gray)
1. Mr Mortimer Gets the Jitters (1938)
2. Vultures, Ltd. (1938)
3. Conquest Marches On (1939) (Norman Seger och svarta cirkeln 1966, Norman Seger 7)
4. Leave It to Conquest (1939) (Norman Seger kör hårt 1966, Norman Seger 9)
5. Miss Dynamite (1939)
6. Conquest Takes All (1940)
7. Convict 1066 (1940) (Straffånge 1066 1968 eller 1969, Norman Seger 45)
8. Meet the Don (1940) (Flyktigare än gas 1968 eller 1969, Norman Seger 46)
9. Six to Kill (1940) (Norman Seger och den mystiske earlen 1966, Norman Seger 8)
10. Six Feet of Dynamite (1941) (Gestapos övermän 1967, Norman Seger 27)
11. Thank You, Mr. Conquest (1941) (Norman Segers sjätte sinne 1965, Norman Seger 6)
12. The Gay Desperado (1944) (Norman Seger flyger i luften 1967, Norman Seger 26)
13. Alias Norman Conquest (1945) (Seger till varje pris 1967, Norman Seger 29)
14. Blonde For Danger (1945) (Norman Seger räddar Peggy Drake 1967, Norman Seger 25)
15. The Conquest Touch (1948) (Greppet direkt! 1967, Norman Seger 30)
16. The Spot Marked X (1948) (Ett lik i leken 1968, Norman Seger 34)
17. Killer Conquest (1949) (Norman Seger kommer tillbaka 1965, Norman Seger 1)
18. Dare-devil Conquest (1950) (Brevduvan 1968, Norman Seger 44)
19. Duel Murder (1950) (Död och förbannelse 1968, Norman Seger 39)
20. Seven Dawns to Death (1950) (Norman Segers nionde liv 1967, Norman Seger 32)
21. Conquest in Scotland (1951) (Mord utan lik 1968, Norman Seger 43)
22. Operation Conquest (1951) (Lik på villovägar 1968, Norman Seger 35)
23. The Lady Is Poison (1952) (Rena giftet 1968, Norman Seger 38)
24. The Half-Open Door (1953) (En dörr på glänt 1968, Norman Seger 36)
25. Target for Conquest (1953) (Norman Seger går under jorden 1966, Norman Seger 11)
26. Conquest Goes West (1954) (Norman Seger går för långt 1966, Norman Seger 12)
27. Follow the Lady (1954) (Flickan i fönstret 1968, Norman Seger 33)
28. Turn Left for Danger (1955) (Operation flykt 1968, Norman Seger 42)
29. Conquest in Command (1956) (Miljonärens mardröm 1968, Norman Seger 40)
30. The House of the Lost (1956) (Den sista kuppen 1968, Norman Seger 37)
31. Conquest After Midnight (1957) (Norman Seger i lejonkulan 1966, Norman Seger 13)
32. Conquest Goes Home (1957) (Norman Seger möter svarte Roger 1966, Norman Seger 15)
33. Conquest in California (1958) (Norman Seger tar till offensiven 1966, Norman Seger 14)
34. Death On the Hit Parade (1958) (Norman Seger och popidolen 1966, Norman Seger 16)
35. Mr. Ball of Fire (1958) (Norman Seger och Monstret från München 1967, Norman Seger 31)
36. The Big Brain (1959) (Norman Seger i Paris 1966, Norman Seger 17)
37. Murder and Co (1959) (Norman Seger och AB Mord 1966, Norman Seger 18)
38. Conquest On the Run (1960) (Norman Seger på flykt 1966, Norman Seger 20)
39. Nightmare House (1960) (Norman Seger i spökhuset 1966, Norman Seger 19)
40. Call Conquest for Danger (1961) (Gangsternas överman 1967, Norman Seger 22)
41. Get Ready to Die (1961) (Norman Seger gör ett storkap 1967, Norman Seger 21)
42. Conquest in the Underworld (1962) (Norman Seger skapar panik 1967, Norman Seger 23)
43. Cavalier Conquest (1963) (Det stulna slottet 1967, Norman Seger 28)
44. Count Down for Conquest (1963) (Norman Seger och stilettmordet 1967, Norman Seger 24)
45. Castle Conquest (1964) (Gangster-slottet 1965, Norman Seger 3)
46. Conquest Overboard (1964) (Norman Seger i blåsväder 1965, Norman Seger 5)
47. Calamity Conquest (1965) (Villa Rosas hemlighet 1965, Norman Seger 2)
48. Conquest Likes It Hot (1965) (Lady Templetons affärer 1965, Norman Seger 4)
49. Curtains for Conquest? (1966) (Norman Seger och kidnapparna 1966, Norman Seger 10)
50. Conquest Calls the Tune (1968) (Norman Seger krossar en spindel 1968, Norman Seger 41)
51. Conquest in Ireland (1969) (Mord bland konst 1969, Norman Seger 47)